# دوري المقاطعات الشمالي الغربي
دوري المقاطعات الشمالي الغربي (بالإنجليزية: North West Counties Football League)‏ هو دوري كرة قدم في شمال غرب إنجلترا، منذ 2019 يضم الدوري الأندية التي تنحدر من جزيرة مان، تشيشير ، مانشستر الكبرى، لانكشر، مرزيسايد، كمبريا، شمال ستافوردشاير، شمال شروبشاير، أقصى الغرب من ويست يوركشاير ، ومنطقة هاي بيك في ديربيشاير، الدوري عضو في مجلس الاتصال المشترك الذي ينظم كرة القدم في شمال إنجلترا.